# Ватра светог Елма (филм)
Ватра светог Елма (енгл. St. Elmo's Fire) амерички је филм из 1985. године у режији Џоела Шумахера. Главне улоге глуме Роб Лоу, Деми Мур, Емилио Естевез, Али Шиди, Џад Нелсон, Маре Винингам, Ендру Макарти, Мартин Балсам и Енди Макдауел. Усредсређује се на групу недавно дипломираних студената Универзитета Џорџтаун у Вашингтону и њихово прилагођавање животу након универзитета и одговорностима одраслих људи.

## Улоге
| Глумац              | Улога          |
| ------------------- | -------------- |
| Емилио Естевез      | Кирби Кигер    |
| Роб Лоу             | Били Хикс      |
| Ендру Макарти       | Кевин Доленц   |
| Деми Мур            | Џулс ван Патен |
| Џад Нелсон          | Алек Њубери    |
| Али Шиди            | Лесли Хантер   |
| Маре Винингам       | Венди Бимиш    |
| Енди Макдауел       | Дејл Бајберман |
| Мартин Балсам       | господин Бимиш |
| Џојс ван Патен      | госпођа Бимиш  |
| Џени Рајт           | Фелиша Хикс    |
| Блејк Кларк         | Воли           |
| Џон Катлер          | Хауи Кранц     |
| Метју Лоранс        | Рон Деласандро |
| Џина Хехт           | Џудит          |
| Ана Марија Хорсфорд | Наоми          |